# Ottawa Citizen
Die Ottawa Citizen ist eine englischsprachige Tageszeitung in Ottawa, Kanada. Die Zeitung wird im Broadsheet-Format herausgegeben.

## Geschichte
Die Zeitung wurde im Jahre 1845 von William Harris als The Bytown Packet gegründet. 1851 wurde die Zeitung in The Ottawa Citizen umbenannt. Die Zeitung befand sich über die Jahre hinweg bei verschiedenen Besitzern. 1846 verkaufte Harris die Zeitung an Bell und Henry J. Friel. 1849 kaufte Robert Bell die Zeitung 1849. 1877 Charles Herbert Mackintosh, wurde der Chefautor unter Robert Bell. 1879 übernahm die Southam die Zeitung und fügte sie in ihr Portfolio hinzu. Bis Southam selbst von der Conrad Black’s Hollinger Inc. übernommen wurde. Die Zeitung befand sich bis zum Jahr 2000 bei der Black’s Hollinger Inc. bis zu an CanWest Global verkauft wurde. Nach der Insolvenz von CanWest Global, kaufte Postmedia Network die Zeitungssparte von CanWest Global ab.